# Pequenos Irmãos de Jesus
A Fraternidade dos Pequenos Irmãos de Jesus ou apenas Pequenos irmãos de Jesus é uma congregação religiosa católica fundada em 1933 pelo Padre René Voillaume (1905 - 2003), na qual a espiritualidade se inspira nos escritos deixados por Charles de Foucauld (1858-1916) e no percurso de vida que teve após a sua conversão em 1886.
Os irmãos fazem os votos de pobreza, castidade e de obediência à Igreja, querendo compartilhar as mesmas condições dos pequenos e dos pobres e ser tratados como eles.
A ordem possui membros de 36 nacionalidades, presentes em 45 países, repartidos em pequenas unidades de dois a quatro irmãos levando uma forma de vida contemplativa em pequenos apartamentos ou em casas comuns nas cidades.
Um de seus membros foi Jacques Maritain, filósofo e pensador católico, amigo de Paulo VI, que já avançado na idade e viúvo ingressou na Congregação em Toulouse onde professou os votos.